# 264. Infanterie-Division (Wehrmacht)
La 264. Infanterie-Division fu una divisione dell'esercito tedesco attiva durante la seconda guerra mondiale che venne creata nel maggio 1943 e fu schierata prima in Francia, poi lungo il Fronte jugoslavo e infine in Danimarca; venne distrutta nella zona di Lubecca nel maggio 1945.

## Storia

### Formazione
La divisione fu istituita il 19 maggio 1943 a Münster, ma la formazione, il consolidamento e l'addestramento hanno avuto luogo in Belgio, tra Bruxelles, Liegi, Charleroi, Mons e Nivelles. Originariamente era destinata alla protezione costiera in Norvegia, ma con un ordine del 4 agosto 1943 si trasferì in Francia, nell'area di Calais, per compiti di protezione costiera.

### Fronte jugoslavo e fine guerra
La divisione venne spostata in Jugoslavia nella zona di Zagabria e poi in Dalmazia nelle isole tra Spalato, Sebenico e Zara fino alle Alpi Dinariche, con compiti di difesa costiera, sicurezza e lotta antipartigiana. Tra il 1943 e il 1944 le unità della divisione effettuarono diverse operazioni sulle isole nella costa dalmata scontrandosi contro i partigiani jugoslavi e commando britannici. A causa della devastante sconfitta della Wehrmacht in Romania alla fine di agosto 1944 la linea del fronte fu spostata in una posizione montuosa arretrata tra Fiume, Senj, Tenin, Livno, Mostar e Nevesinje; le isole occupate dalla divisione furono evacuate nella prima metà del settembre 1944; l'evacuazione, così come il trasferimento, fu resa molto difficile dalla crescente pressione del nemico, soprattutto nella zona di Zara, Benkovac, Biograd, Trogir, Sebenico e Derniš, dove la divisione subì gravi perdite. Lo stato maggiore, con il resto del personale, venne trasferito a Bihac il 22 dicembre. Il 27 gennaio 1945 la divisione fu rinfrescata e spostata in Danimarca nell'area di Hobro e nello Jutland orientale e a maggio fu trasferita nella zona di Lubecca, dove fu distrutta.

## Ordine di battaglia
- Grenadier-Regiment 891
- Grenadier-Regiment 892
- Grenadier-Regiment 893
- Artillerie-Regiment 264
- Pionier-Bataillon 264
- Feldersatz-Bataillon 264
- Panzerjäger-Abteilung 264
- Divisions-Füsilier-Bataillon 264
- Divisions-Nachrichten-Abteilung 264
- Divisions-Nachschubführer 264[1]

## Decorazioni
Un soldato della 264. Infanterie-division fu premiato con la Croce di Cavaliere della croce di ferro.

## Comandanti
- Generalleutnant Albin Nake (1º giugno 1943 - 18 aprile 1944)
- Generalleutnant Otto Lüdecke (18 aprile 1944 - 5 maggio 1944)
- General der Infanterie Martin Gareis (5 maggio 1944 - 9 ottobre 1944)
- Generalmajor Alois Windisch (9 ottobre 1944 - 28 gennaio 1944)
- Generalmajor Paul Hermann (28 gennaio 1945 - 7 maggio 1945)[1]